# James Dugald McNiven
Pour les articles homonymes, voir James McNiven et McNiven.
James Dugald McNiven (11 mars 1859-17 juillet 1936) est un homme politique canadien de la Colombie-Britannique. Il est député provincial libéral de la circonscription britanno-colombienne de Victoria City de 1903 à 1907.
McNiven meurt à Victoria en juillet 1936 à l'âge de 77 ans.